# Gefallenendenkmal des Ersten Weltkriegs Kirchhain (Doberlug-Kirchhain)

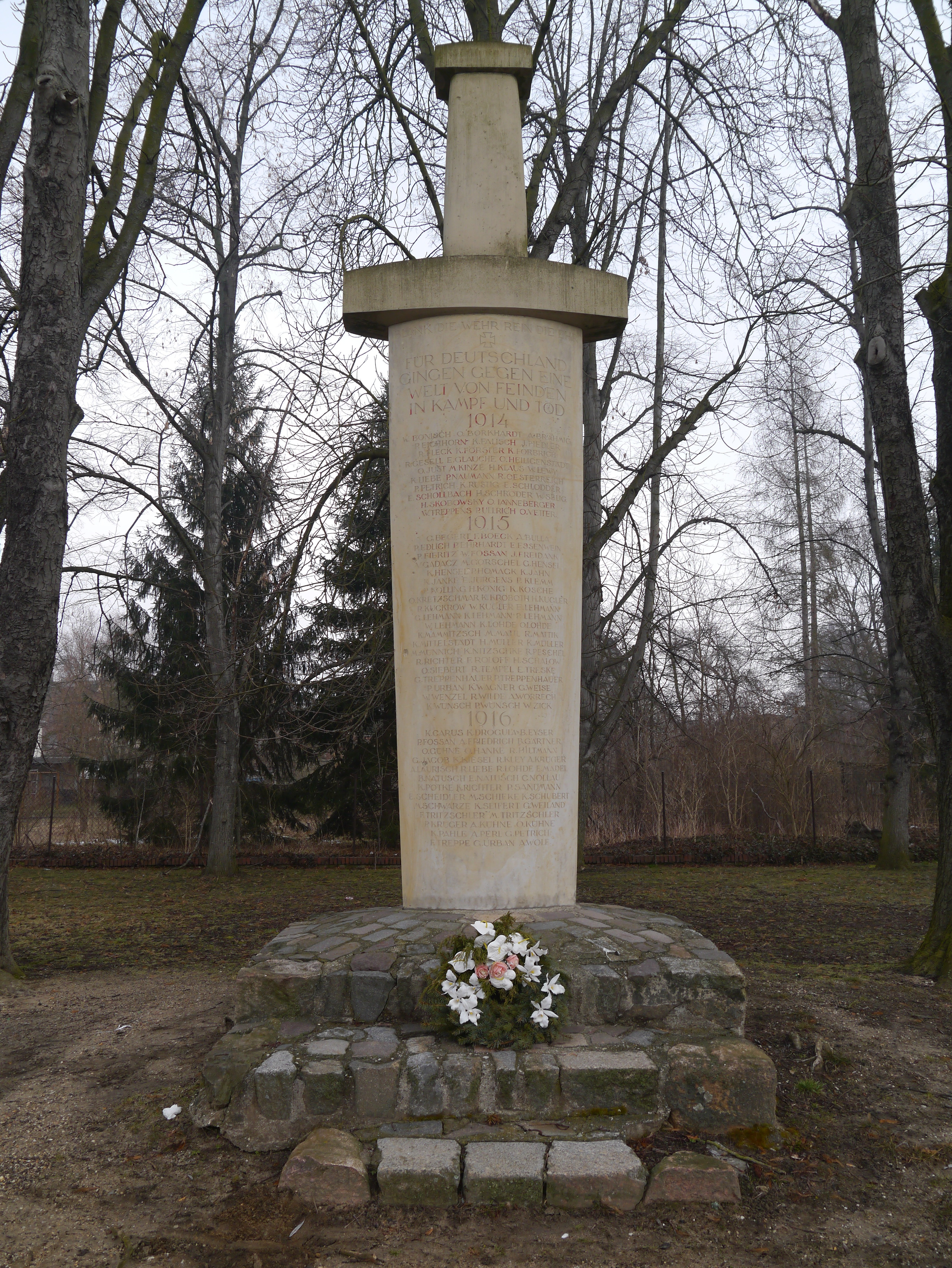
Das Kirchhainer Gefallenendenkmal (2013)

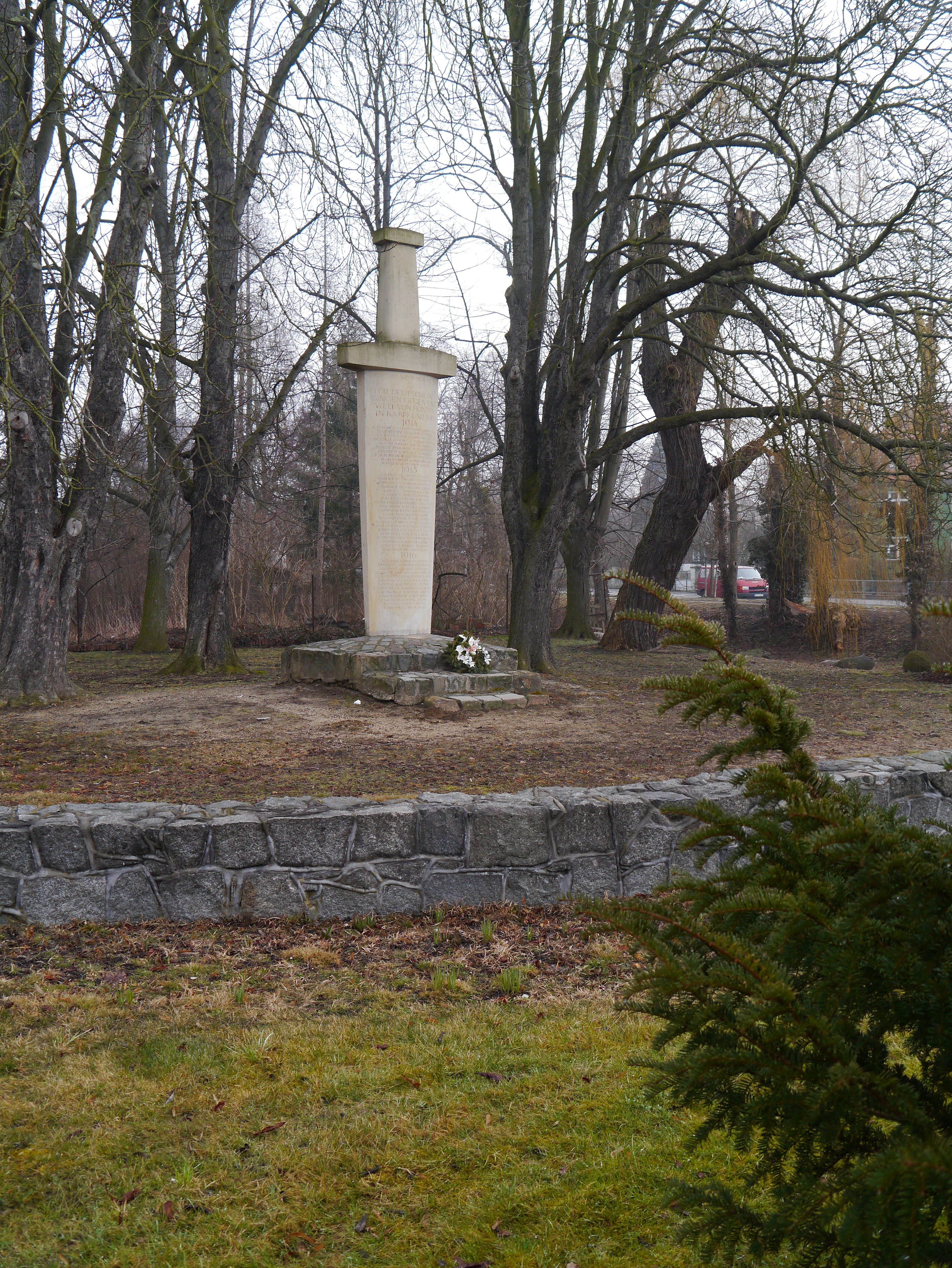
Das Kirchhainer Gefallenendenkmal (2013)

Das Gefallenendenkmal des Ersten Weltkrieges ist ein unter Schutz stehendes Denkmal in der Kleinstadt Doberlug-Kirchhain im südbrandenburgischen Landkreis Elbe-Elster. Hier ist es im Stadtteil Kirchhain zu finden, welcher bereits zwischen den Jahren 1434 und 1457 das Stadtrecht erhielt und im Jahre 1950 mit Doberlug zur heutigen Stadt Doberlug-Kirchhain zusammengeschlossen wurde. Im örtlichen Denkmalverzeichnis ist es unter der Erfassungsnummer 09136022 verzeichnet.
Das Denkmal, welches die Form eines in die Erde gerammten Schwerts besitzt, befindet sich am Südende einer Grünlage an der Straße „Am Hagwall“ in unmittelbarer Nähe der katholischen Kirche. Gedenken soll es den im Ersten Weltkrieg gefallenen Einwohnern der Stadt. Die Entstehung des Denkmals wird auf das Jahr 1934 datiert. Für den Entwurf zeichnete der Künstler Hermann Kurt Hosaeus verantwortlich. Auftraggeber waren der örtliche Kriegerverein und der Stahlhelm, Bund der Frontsoldaten, einem bewaffneten Arm der demokratiefeindlichen Deutschnationalen Volkspartei (DNVP). Das in den Boden versenkte Schwert sollte nach dem Ersten Weltkrieg „die Erwartung der Stifter versinnbildlichen, es möge alsbald ein neuer Siegfried kommen, der den blanken Stahl zum erneuten Kampfe herauszöge.“ Um den gerechten Gedanken zu bekräftigen, wurden Denkmale solcher Form bevorzugt in der Nähe von Kirchen aufgestellt, wie es auch in Kirchhain geschah.